# Edmonton/Villeneuve Airport
Edmonton/Villeneuve Airport (engelska: Villeneuve Airport) är en flygplats i Kanada. Den ligger i den centrala delen av landet, 2 900 km väster om huvudstaden Ottawa. Edmonton/Villeneuve Airport ligger 681 meter över havet.
Terrängen runt Edmonton/Villeneuve Airport är platt. Närmaste större samhälle är St. Albert, 14,9 km öster om Edmonton/Villeneuve Airport. 
Trakten runt Edmonton/Villeneuve Airport består till största delen av jordbruksmark. Runt Edmonton/Villeneuve Airport är det glesbefolkat, med 9 invånare per kvadratkilometer.